# جوناثان فرانزن
جوناثان إيرل فرانزن (بالإنجليزية: Jonathan Franzen)‏ (ولد في 17 أغسطس 1959) هو روائي و كاتب مقالات أمريكي. لقيت روايته ذه كوريكشنز (التصحيحات) 2001، وهي دراما عائلية ساخرة، إشادة نقدية على نطاق واسع، ونالت الجائزة الوطنية للكتاب، ورُشحت لنيل جائزة بوليتزر عن فئة الأعمال الخيالية، وحازت جائزة جيمس تيت بلاك، ورُشحت لنيل جائزة دبلن الأدبية الدولية. حازت روايته فريدوم 2010 على ثناء مشابه وأدت إلى ظهور صورته على غلاف مجلة تايم مرفقةً بعنوان «الروائي الأمريكي العظيم».
كتب فرانزن في مجلة ذه نيويوركر من عام 1994. رثا في مقالة له في مجلة هاربر عام 1996 بعنوان بيرتشانش تو أ دريم (إلى حلم، مصادفةً) حال الأدب المعاصر. أدى اختيار نادي كتاب أوبرا وينفري لكتابه ذه كوريكشنز في عام 2001 إلى نزاع شهير مع مضيفة البرامج الحوارية. في السنوات القليلة الماضية، بات فرانزن معروفًا بآرائه حيال كافة الأمور، من وسائل التواصل الاجتماعي مثل تويتر («ما حال الأشخاص الذين يبتغون تواصلًا عميقًا، فردًا لفرد، في هدوء وديمومة الكلمة المطبوعة؟»؛ «الجوهر الفعلي لحياتنا اليومية هو الإلهاء الإلكتروني التام») إلى لاثباتية الكتب الإلكترونية («كل الأشياء الحقيقية، الأشياء الأصيلة، الأشياء الصادقة، تسير نحو الموت». إلى التدمير الذاتي لأمريكا.

## النشأة والتعليم
ولد فرانزن في وسترن سبرينغز في إلينوي، والدته إيرين (عند الولادة: سوبر) ووالده إيرل ت. فرانزن، الذي نشأ في ولاية مينيسوتا، وكان ابنًا لمهاجر من السويد؛ يرجع أصل والدته إلى أوروبا الشرقية. ترعرع فرانزن في ويبستر غروفز، وهي ضاحية من ضواحي مدينة سانت لويس في ميسوري، وتخرّج من كلية سوارثمور حائزًا على شهادة في اللغة الألمانية عام 1981. في أثناء دراسته الجامعية، سافر إلى ألمانيا لتعلم اللغة في السنة الدراسية 1979-1980 ضمن برنامج «السنة الأولى في ميونخ» الذي تجريه جامعة واين ستيت. خلال وجوده هناك، قابل مايكل إيه. مارتون، الذي بنى عليه فيما بعد شخصية والتر بيرغلوند في رواية فريدوم. درس أيضًا في منحة فولبرايت في جامعة برلين الحرة في 1981-1982؛ يتقن فرانزن الألمانية. تزوج في عام 1982 وانتقل مع زوجته إلى سمرفيل بولاية ماساتشوستس لامتهان العمل الروائي. خلال كتابة روايته الأولى ذه توينتي سيفينث سيتي، عمل مساعد باحث في قسم علوم الأرض والكواكب في جامعة هارفارد، وشارك في كتابة عشرات الأوراق العلمية. في سبتمبر1987، بعد شهر من انتقاله مع زوجته إلى مدينة نيويورك، باع فرانزن روايته لشركة فارار وستراوس وجيرو.

## الجوائز
- دكتوراه فخرية
- زمالة غوغنهايم
- برنامج فولبرايت

## روابط خارجية
- جوناثان فرانزن على موقع IMDb (الإنجليزية)
- جوناثان فرانزن على موقع الموسوعة البريطانية (الإنجليزية)
- جوناثان فرانزن على موقع مونزينجر (الألمانية)
- جوناثان فرانزن على موقع ميوزك برينز (الإنجليزية)
- جوناثان فرانزن على موقع إن إن دي بي (الإنجليزية)
- جوناثان فرانزن على موقع ديسكوغز (الإنجليزية)
- جوناثان فرانزن على موقع قاعدة بيانات الفيلم (الإنجليزية)